# Les Amants astronautes
Pour plus de détails, voir Fiche technique et Distribution.
Les Amants astronautes est un drame romantique argentino-italien réalisé par Marco Berger et sorti en 2024,.
Festival Des Images Aux Mots de Toulouse 2025 : Prix du Public pour Les Amants astronautes[réf. souhaitée].

## Fiche technique
Sauf indication contraire, les informations mentionnées dans cette section peuvent être confirmées par les bases de données cinématographiques IMDb et Allociné,  présentes dans la section « Liens externes ».
- Titre original : Los amantes astronautas
- Réalisation : Marco Berger
- Scénario : Marco Berger
- Musique : Pedro Irusta
- Décors : Aixa Torres
- Costumes : Macarena Garcia
- Photographie : Mariano de Rosa
- Son :
- Montage : Marco Berger
- Production : Ángeles Hernández, Alberto Masliah et David Matamoros
- Société de production : Sombracine
- Société de distribution : Optimale Distribution
- Pays de production :  Argentine et  Italie
- Langue originale : espagnol
- Format : Drame romantique
- Durée : 116 minutes
- Dates de sortie :
  - Argentine :
    - 18 avril 2024 (Buenos Aires)
    - 31 octobre 2024 (en salles)

  - Italie : 20 juin 2024
  - France : 
    - 17 novembre 2024 (Paris)
    - 2 juillet 2025 (en salles)

## Distribution
- Javier Orán : Pedro
- Lautaro Bettoni : Maxi
- Iván Masliah : Lucas
- Ailín Salas : Lula
- Mora Adrenillas : Sabrina
- Agustín Frías : Juan
- Camila del Campo
- Melina Furgiuela